# Bani Suheila
Bani Suheila (in arabo بني سهيلا‎?) è una città palestinese nella Striscia di Gaza, nel Governatorato di Khan Yunis.